# Jacob Georg Christian Adler
Jacob Georg Christian Adler (également Jakob Georg Christian Adler ; * 8 décembre 1756 à Arnis près de Kappeln, Schleswig ; † 22 août 1834 à Giekau près de Lütjenburg) était un pasteur et théologien luthérien germano-danois, orientaliste, arabisant, professeur de langue syriaque à l'université de Copenhague, écrivain, pédagogue, numismate, surintendant général pour le Holstein et le Schleswig et président du conseil d'administration de la Société biblique du Schleswig-Holstein.

## Biographie
Adler doit sa première éducation entre autres aux cours particuliers de son père, qui fut pasteur à Arnis de 1755 à 1758 et à Altona (Hambourg) à partir de 1759. À Altona, il fréquente le lycée Christianeum, puis il étudie la théologie à l'Université Christian-Albrecht de Kiel ainsi que l'orientalisme (études orientales) avec Oluf Gerhard Tychsen à l'université de Bützow (de) (Mecklembourg) et à celle de Rostock Entre 1780 et 1782, il voyage en Italie, France, Hollande et Belgique. Au cours de ce voyage, il séjourne en particulier pendant 15 mois à Rome, où il se fait enseigner par des moines égyptiens la langue copte et l'arabe classique. Il profite des grandes bibliothèques européennes, notamment à Rome, pour étudier la langue grecque et les langues orientales, en particulier les Manuscrits bibliques syriaques. Il publie deux livres sur ses voyages. À Rome, il se lie d'amitié avec l'érudit cardinal Stefano Borgia.
À son retour, Adler devint professeur de syriaque à Copenhague en 1783, prédicateur à l'église allemande Friedrichskirche de Copenhague en 1785, professeur de théologie en 1788 et prédicateur de la cour allemande en 1789. Il exerça ensuite la fonction de surintendant général du Schleswig à partir de 1792, à quoi s'ajoute, après la mort de son collègue Johann Leonhard Callisen en 1806, la charge de surintendant général du Holstein. Dans cette fonction, il rédigea la Schleswig-Holsteinische Kirchen-Agende, livre de liturgie officiel, publié en 1797 et marqué par la théologie des Lumières.
Adler a rédigé de nombreux ouvrages scientifiques, notamment sur l'écriture ancienne du syriaque et de l'arabe. Il était docteur en philosophie et, à partir de 1833, en théologie (protestante). L'une de ses principales réalisations a été la réforme scolaire dans le Schleswig-Holstein, même si l'application du "Règlement scolaire général pour le Schleswig-Holstein" de 1814, qu'il avait élaboré, a pris plusieurs décennies. Adler en surveillait les progrès lors de ses visites régulières. Il mourut lors d'une de ces visites le 22 août 1834 à Giekau et fut enterré à Schleswig.

## Famille
Jacob Georg Christian Adler était l'un des six enfants du théologien, archéologue, collectionneur et auteur Georg Christian Adler (en) (1724-1804) et de son épouse Johanna Elisa Schultze (1729-1806).
Il se maria deux fois. Le 8 décembre 1787, il épousa Dorothea Maria Lorck (* 12 juillet 1772 ; † 18 mars 1804), la fille de son prédécesseur au poste de pasteur allemand à Copenhague et collecteur de bibles Josias Lorck, décédé en 1785. Elle était apparentée à la fois au réformateur Caspar Aquila (en) et à Matthias Claudius par sa grand-mère Birte/Brigitta von Lutten. Son ancêtre Maria Lorck, née en 1566, était en outre l'aïeule de Johannes Brahms et de Theodor Storm. Il eut avec elle neuf enfants, dont :
- Sophia Amalia (1789-1827) ⚭ Friedrich Seestern-Pauly (de), juriste
- Georg Josias Stephan Borgia (* 29 octobre 1792), ecclésiastique luthérien
- Friedrich August (* 3 septembre 1794)

Le 16 juillet 1805, il se remaria avec Luise Dorothea Lederer (1775-1844). Un fils, Karl Ferdinand (* 24 août 1808), est issu de ce mariage.

## Œuvres

### Observations tirés de ses voyages en Italie
- Beschreibung der Stadt Rom, éditeur : Carl Ernst Bohn, Kiel, 1781  (OCLC 962369100)[Digitalisat 1]
- Reisebemerkungen auf einer Reise nach Rom, Altona, 1783[4]Reisebemerkungen auf einer Reise nach Rom (363 S.), herausgegeben von seinem Bruder Johann Christoph Georg Adler. Altona 1783[4]. (OCLC 9085022150)[Digitalisat 2]

### Travaux sur les langues orientales
- Seder tiḳune sheṭarot - Sammlung v. gerichtlichen jüdischen Contrakten, Hambourg et Bützow 1773 (OCLC 28191882), 2e édition, Altona 1792 (OCLC 226411974)
- Judæorum codicis Sacri rite scribendi leges, ad recte æstimandos codices manuscriptos antiquos perutiles; e libello Thalmudico מסכת ספרים in Latinum conversas, Hamburg, 1779 (OCLC 1062276821)[Digitalisat 3]
- Faksimilia kufischer Koranhandschriften der Kgl. Bibliothek in Kopenhagen mit einer Untersuchung über die arabischen Schriftentwicklung, Copenhague, 1780[Digitalisat 4]
- Museum Cuficum Borgianum Velitris, tome 1 Rome 1787, tome 2 Copenhague, 1792
- Novi testamenti versiones Syriacae, simplex Philoxeniana et Hierosolymitana, Copenhague, 1789 (OCLC 681248701)[Digitalisat 5]
- Annalen des Abulfida – Herausgeber des von J. J. Reiske bearbeiteten u. übersetzten Werkes (5 Bde.), Copenhague, 1789–95
- Descriptio Codicum quorundam Cuficorum partes Corani exhibentium, in Bibliotheca Regia Hafniensi, et ex iisdem de scriptura Cufica Arabum observationes nouae. Praemittitur disquisitio generalis de arte scribendi apud Arabes, etc., Altona, 1780 (OCLC 1062250190)[Digitalisat 6]
- Brevis Linguae Syriacae institutio in usum tironum edita, nach 1784 (OCLC 989970443)[Digitalisat 7]
- Bibliotheca biblica Serenissimi Wv̈rtenbergensivm dvcis olim Lorckiana. J.D.A. Eckhardt, Altona, 1787 (OCLC 741940756)[Digitalisat 8]

### Prédications
- Professor Adlers Antritspredigt in der Friderichs Kirche auf Christianshafen An Christi Himmelfahrtstag, 1785 ; Zum Besten der Christianshafner Freyschule, Kopenhagen, 1785 (OCLC 257995537)
- Einige Predigten gehalten vor den Königl. Dänischen Herrschaften und auf allerhöchstem Befehl herausgegeben, gedruckt bei  Friederich Wilhelm Thiele, Kopenhagen, 1790 (OCLC 986786619)[Digitalisat 9]

## Sources
- Dictionnaire d'histoire et de géographie ecclésiastiques, sous la dir. de Mgr Alfred Baudrillart, Albert Vogt et Urbain Rouziès, éditeur : Letouzey et Ané, Paris, 1912, tome premier, fascicule 1-6, Aachs-Albus, p. 573-574, lire en ligne :

https://gallica.bnf.fr/ark:/12148/bpt6k6562709t/f307.item

## Liens web

### Biographies
- Article dans le Dictionnaire d'histoire et de géographie ecclésiastiques, 1912
- Lien vers la page de la Deutsche Digitale Bibliothek.
- SUB Göttingen
- Literaturliste im Online-Katalog der Bibliothèque d'État de Berlin

### Œuvres digitalisées
1. ↑  Ausführliche Beschreibung der Stadt Rom, digitalisé par HathiTrust
2. ↑  Reisebemerkungen auf einer Reise nach Rom , digitalisé par la bibliothèque Universitäts- und Landesbibliothek Sachsen-Anhalt de l'Université Martin-Luther de Halle-Wittemberg
3. ↑  Judæorum Codicis Sacri rite scribendi leges., digitalisé par Google Books
4. ↑  MVSEVM CVFICUM BORGIANVM VELITRIS, digitalisé par la Bayerische Staatsbibliothek
5. ↑  Novi Testamenti versiones Syriacae simplex,, digitalisé par HathiTrust
6. ↑  Descriptio Codicum quorundam Cuficorum partes Corani exhibentium digitalisé par Google Books
7. ↑  Brevis Linguae Syriacae institutio in usum tironum edita digitalisé par l'Université de Fribourg-en-Brisgau (Freiburger historische Bestände - digital)
8. ↑  Bibliotheca biblica Serenissimi, digitalisé par HathiTrust
9. ↑  Einige Predigten gehalten vor den Königl. Dänischen Herrschaften und auf allerhöchstem Befehl herausgegeben, digitalisé par la Bibliothèque universitaire de l'Université Christian-Albrecht de Kiel